# Green Spring, West Virginia
Green Spring är en så kallad census-designated place i Hampshire County i West Virginia i USA. År 2010 hade orten 218 invånare. Den har enligt United States Census Bureau en area på 6 km² med ett höjdläge på 169 meter över havet. Politikern John J. Jacob, som var West Virginias guvernör 1871–1877, föddes i Green Spring.